# Limonius venablesi
Limonius venablesi là một loài bọ cánh cứng trong họ Elateridae. Loài này được Wickham miêu tả khoa học năm 1913.